# Vancouver Lions
Die Vancouver Lions waren ein kanadisches Eishockeyfranchise der Pacific Coast Hockey League aus Vancouver, British Columbia.  

## Geschichte
Das Franchise der Vancouver Lions nahm 1928 den Spielbetrieb in der neu gegründeten Pacific Coast Hockey League auf, deren Meistertitel es 1929 und 1930 gewann. Als die PCHL nach drei Jahren vorübergehend aufgelöst wurde, wechselte die Mannschaft in die North West Hockey League, in der sie ebenfalls drei Jahre lang spielte und deren Meistertitel sie 1935 gewann. Als die PCHL 1936 ihren Spielbetrieb wieder aufnahm, kehrten die Lions in die Liga zurück. Als die Liga 1941 zum zweiten Mal vorübergehend aufgelöst wurde, stellten die Lions den Spielbetrieb ein.